# Plants vs. Zombies
A Plants vs. Zombies egy tower defense stílusú játék, amit a PopCap Games fejlesztett és adott ki, kezdetben csak Microsoft Windows és Mac OS X platformokra. A játékos feladata a főhős házának megvédése a zombik hadaitól, amiben a számos elültethető növényfajta van segítségére. 2009. május 5-én jelent meg, és még azon a napon Steamen is elérhetővé vált. Az iOS és iPad (HD) változat 2010 februárjában jelent meg. 2010. szeptember 8-án megvásárolhatóvá vált az Xbox Live Arcade rendszerén keresztül is, ami új játékelemekkel és módokkal bővült. 2011. január 18-án vált elérhetővé Nintendo DS platformra, ami exkluzív tartalommal rendelkezett. PlayStation 3-ra 2011 februárjában érkezett meg, ezt követően, május végén pedig az Amazon Android App Store kínálatában tűnt fel. Mindkét eredeti platformra (Windows, Mac) megjelent a „Game of the Year” (GOTY – Az év játéka) kiadás. A játék remek kritikai fogadtatásban részesült (A Metacritic oldalán 87-es átlaggal rendelkezik.) és számos nevezést is begyűjtött (például az AIAS kategóriáiban), illetve a zenei részét is több dicséret érte.
Folytatása a Plants vs. Zombies 2: It’s About Time.

## A játékban megszerezhető növények

### Nappal
| Terep | Pálya | Neve        | Magyarul           | Leírás |
| ----- | ----- | ----------- | ------------------ | --- |
| 1     | 1     | Peashooter  | Borsólövész        | Borsószemeket lő a zombikra |
| 1     | 2     | Sunflower   | Napraforgó         | További napokat ad. |
| 1     | 3     | Shovel      | Ásó (nem növény)   | Ki lehet vele venni a növényeket. |
| 1     | 4     | Cherry Bomb | Cseresznyebomba    | Felrobbantja a hatótávján belüli zombikat. |
| 1     | 5     | Wall-nut    | Fal-dió            | Feltartóztatja a zombikat, ezzel védelmezve a hátul lévő palántákat.                                                                            |
| 1     | 6     | Potato Mine | Burgonyaakna       | Felrobbantja azt, aki hozzáér, de időbe kerül élesítenie magát.                                                                                 |
| 1     | 7     | Snow Pea    | Hó Borsó           | Lövedéke sebzi és lassítja az eltalált zombikat.                                                                                                |
| 1     | 8     | Chomper     | Húsevő növény      | Elfogyasztja a zombikat, de amíg rágja őket, sebezhető, a létrás zabálás közben ráteszi a létrát.                                               |
| 1     | 9     | Repeater    | Ismétlő borsó      | Két borsót lő egy időben. |
| 1     | 10    |             | Levél (nem növény) | Egy levél, amelyet a zombik küldtek a játékosnak, ez áll rajta: Helló, egy átfogó támadást fogunk indítani a házad ellen. Üdvözlettel, a Zombik |

### Éjszaka
| Világ | Pálya | Angol neve       | Magyar neve           | Leírás |
| ----- | ----- | ---------------- | --------------------- | --- |
| 2     | 1     | Puff-shroom      | Puffogó-gomba         | A közeli ellenfelekre spórákat fúj. |
| 2     | 2     | Sun-shroom       | Nap-gomba             | Kezdetben kis napokat, majd később normál méretűeket ad. |
| 2     | 3     | Fume-shroom      | Buborékos-gomba       | A közeli zombikra buborákokat fúj, amik áthatolnak az ajtókon is. |
| 2     | 4     | Suburban Almanac | Almanach (nem növény) | Egy könyv, amelyben megtalálsz minden hasznos információt a különböző zombik, és növényekről.                                                                        |
| 2     | 5     | Grave Buster     | Sírzabáló             | Rátelepszik a sírkövekre és eltávolítja(megeszi) azokat. |
| 2     | 6     | Hypno-shroom     | Hipno-gomba           | Ha egy zombi megeszi, összezavarodik és átáll a te oldaladra. |
| 2     | 7     | Scaredy-shroom   | Gyáva-gomba           | Nagy hatótávú lövész, amely elbújik a zombik közeledtére. |
| 2     | 8     | Ice-shroom       | Jég-gomba             | Időlegesen megdermeszt minden zombit a pályán. |
| 2     | 9     | Doom-shroom      | Végzet-gomba          | Elpusztítja a zombikat egy nagy területen belül, lassan elenyésző krátert hagyva hátra.                                                                              |
| 2     | 10    |                  | Levél (nem növény)    | Egy levél, amelyet a zombik küldtek a játékosnak, ez áll rajta: Helló, beugranánk egy kis éjféli nasira. Jégkrém és egy kis agy, hogy hangzik? Üdvözlettel, a Zombik |

### Medence
| Világ | Pálya | Angol neve           | Magyar neve                         | Leírás |
| ----- | ----- | -------------------- | ----------------------------------- | --- |
| 3     | 1     | Lilypad              | Liliomlevél                         | A tetejére telepíthetünk, nem-vízi palántákat. |
| 3     | 2     | Squash               | Préstök                             | Agyonnyomja a hozzá legközelebb lévő zombi(ka)t. |
| 3     | 3     | Threepeater          | Hármasborsó                         | Három sorban képes borsókat lőni. |
| 3     | 4     | Tangle Kelp          | Tengeri hínár                       | Vízinövény, amely a víz alá rántja a zombikat. |
| 3     | 5     | Crazy Dave's Car Key | Őrült Dave kocsikulcsa (nem növény) | Hozzáférést kapsz Őrült Dave bolhapiacához. |
| 3     | 6     | Jalapeno             | Csilipaprika                        | Elpusztít minden zombit egy sorban. |
| 3     | 7     | Spikeweed            | Hegyestüske                         | Fárasztja (lassítja) és sebzi azokat a zombikat, amelyek rálépnek. |
| 3     | 8     | Torchwood            | Tüzifa                              | A borsószemek, amelyek áthaladnak a lángján, tűzlabdává válnak. |
| 3     | 9     | Tall-nut             | Magas-dió                           | Strapabíró falat alkot, amelyet még átugrani sem lehet. |
| 3     | 10    |                      | Levél (nem növény)                  | Egy levél, amelyet a zombik küldtek a játékosnak, ez áll rajta: Helló, hallottuk, hogy rendeztél egy medencés bulit. Úgy gondoljuk, elég szórakoztató lehet. Átmegyünk. Üdvözlettel, a Zombik. |

### Köd
| Világ | Pálya | Angol neve    | Magyar neve        | Leírás |
| ----- | ----- | ------------- | ------------------ | --- |
| 4     | 1     | Sea-shroom    | Tengeri-gomba      | Vízinövény, ami rövid hatótávú spórákat fúj. |
| 4     | 2     | Plantern      | Lámpa              | Megvilágít egy területet, így eloszlatva a ködöt ott. |
| 4     | 3     | Cactus        | Kaktusz            | Tüskéket lő, amelyek kiszúrják a lufikat is. |
| 4     | 4     | Blover        | Háromlevelű lóhere | Elfújja a ködöt és a lufis zombikat is. |
| 4     | 5     | Split Pea     | Duplaborsó         | Előre és hátrafelé is lő borsókat. |
| 4     | 6     | Starfruit     | Csillaggyümölcs    | Csillagokat lő 5 irányba. |
| 4     | 7     | Pumpkin       | Tök                | Megvédi a benne található palántát. |
| 4     | 8     | Magnet-shroom | Mágnes-gomba       | Eltávolít minden fémtárgyat a közelében lévő zombikról. |
| 4     | 9     |               | Levél (nem növény) | Egy levél, amelyet a zombik küldtek a játékosnak, ez áll rajta: Helló, én az anyukád vagyok. Kérlek, jöjj át a házamba "Húsgombócért". Hagyd nyitva a bejárati ajtót, és a gyep őrizetlenül maradjon. Üdvözlettel, Anya (nem a zombik) |

### Tető
| Világ | Pálya | Angol neve    | Magyar neve        | Leírás |
| 5     | 1     | Cabbage-pult  | Káposzta-pult      | Káposztákat hajít a zombikra. |
| 5     | 2     | Flower Pot    | Virágcserép        | Palántákat ültethetünk bele a tetőn. |
| 5     | 3     | Kernel-pult   | Kukorica-pult      | Kukoricaszemeket és néha vajat hajít a zombikra. |
| 5     | 4     | Coffee Bean   | Kávébab            | Egy gombára rátéve felébreszti azt. |
| 5     | 5     | Gralic        | Fokhagyma          | Eltéríti a hozzáérő zombit egy másik sorba |
| 5     | 6     | Umbrella Leaf | Esernyőlevél       | Megvédi a palántákat a katapultoktól és a leugró zombiktól. |
| 5     | 7     | Marigold      | Százszorszép       | Arany és ezüstpénzeket ad. |
| 5     | 8     | Melon-pult    | Dinnye-pult        | Erőteljes sebzést okoz egy csoport zombinak. |
| 5     | 9     |               | Levél (nem növény) | Egy levél, amelyet a zombik küldtek a játékosnak, ez áll rajta: Háztulajdonos, Nem nyújtott be saját éjszakai igényt. Felhívjuk figyelmét, hogy ha nem felel meg ennek, akkor kénytelenek leszünk extrém támadást tenni. Kérjük, haladéktalanul küldje el nekünk otthonát és agyát. Üdvözlettel, Dr. Edgar Zomboss |
| ----- | ----- | ------------- | ------------------ | --- |

## Játékmenet
A játék legfőbb különlegessége, hogy a játékosnak a főhős agyát elfogyasztani kívánó zombi sereget változatos növény és gombafajták elültetésével kell megállítania; mindegyik egyedi támadó vagy védekező képességgel bír. Az adott pálya vízszintes sávokra van tagolva (a legtöbb verzióban maximum 6, a kézi konzolos változatokban csak 5), amikről a zombik nem térnek le (kivéve, ha a játékos egy fokhagymát helyezett el, ami egy másik sávra kényszeríti a beleharapó ellenfelet) és folyamatosan haladnak a ház felé. A legtöbb növény is csak egyetlen sávban képes támadni vagy éppen védekezni. A ház legutolsó védvonalai a fűnyírók, amikhez ha az ellenfél hozzáér, beindul és letarolja a sávban tartózkodó összes ellenfelet, viszont csak a következő pályán kerülnek vissza a helyükre. A későbbi pályákra a szomszédtól lehet vásárolni medencetisztító berendezést, illetve egy módosított fűnyírót (a háztetős pályákra), működésük hasonló az eredetihez. Alapesetben a zombik frontálisan támadnak és minden útjukba kerülő növény elfogyasztásával szeretnének a házba bejutni.
A játékosnak először nincs túl sok lehetősége a növénytípusok kiválasztására, valamint az összes típusból is csak korlátozott darabszámban választhatja meg növényeit egy adott pályára (kezdetben 6 db). A pályák teljesítésével új növények válnak elérhetővé, az alapból limitált 6-os férőhely pedig később 10-re bővíthető, de ehhez pénz is szükséges. A pályák kezdetén lehetőség van az ellenséges zombitípusok megtekintésére, így kiválasztható ellenük a megfelelő taktika. Az egyes növények elültetéséhez megfelelő mennyiségű „napfény” szükséges, ami a nappali pályákon automatikusan lehull az égből, de a sunflower (napraforgó) vagy a sun-shroom (napgomba) képes bizonyos időközönként napfény előállítására. A növényeket sem lehet folyamatosan telepíteni, várni kell egy bizonyos időtartamot elültetésük után, hogy újra elérhetővé váljanak. Előfordulnak éjjeli típusú növények is, amik kevesebb napfénnyel is beérik (így ideálissá válnak az éjszakai pályákon), nappal azonban alszanak és csak kávébab segítségével lehet felébreszteni őket. Amennyiben a zombik a hátsóudvar felől támadnak, ahol a medence is található, a játékosnak először lily padet (vízililiom) kell a vízre helyeznie, majd utána tud növényeket is ráültetni, a tetőn pedig a cserepek töltenek be hasonló szerepet. A növények számos módon képesek a zombikat megállítani, például lelassítják a mozgásukat, lövedékkel bombázzák őket, felrobbantanak egy adott területre jutó ellenséget, vagy akár egymás ellen is fordíthatják őket. Egyes növények különösen hatékonyak bizonyos ellenségtípusokkal szemben, például a magnet-shroom (mágnesgomba), ami a zombik fémtárgyait (sisak, létra) vonzza magához.
A zombikat is több tulajdonság szerint lehet osztályozni: gyorsaság, sebezhetőség és egyedi képességek. A játék későbbi pályáin feltűnnek majd amerikai foci öltözéket viselő zombik, de lesznek olyanok is, amik a növények felett, illetve alatt közelednek, vagy akár a „Michael Jackson ihlette" zombi a Thrillerből, ami képes zombi háttértáncosokat megidézni. (Az örökösök kérésére a GOTY változatban ezt lecserélték egy szimpla 80-as évekbeli diszkó zombira.) A zombik mindig véletlenszerűen érkeznek, a játékos számára azonban a képernyő jobb alsó sarkában látható a pályából hátralévő idő, illetve zászlók jelzik a nagyobb horda érkezését.

### Játékmódok
A játék alapja az egyjátékos (az XBOX változatban kooperatív mód is található) hadjárat (adventure) mód, ahol 5 (nappali, éjjeli, medencés, ködös és háztetős) pályarészen, darabonként 10 szinten kell helytállni a zombik támadása ellen. Néha amikor egy zombit legyőznek, pénzt ejt el, illetve a pályák túléléséért is pénzhez juthat a játékos, amit a főhős szomszédja, Crazy Dave boltjában lehet elkölteni új növényekre és más fejlesztésekre. Néha a játékos nem választhat kedve szerint közülük, hanem a gép által sorsolt, futószalagon érkező növényeket kell elhelyeznie, ilyenkor pedig nem kell napfény az ültetéshez, de létezik olyan pálya is, ahol a mogyorókat (wall-nut) bowlinggolyóként használva kell a zombikat elpusztítani, vagy fakalapáccsal leütni őket. (Ezek majd minijáték formájában is visszaköszönnek.)
A pályák teljesítése során nem csak minijátékok, hanem különböző túlélő (survival) módok is elérhetővé válnak. A játékos a sziklakertjét (zen garden) is gondozhatja, amibe a szomszédtól megvásárolt, vagy a legyőzött zombiktól megszerzett növények kerülnek, amiket felnevelve később pénzért továbbadhat. Az XBOX változatban 5 új többjátékos mód került, ami kooperatív és egymás elleni játékot is tartalmaz, de új minijátékok és egy virtuális ház is megjelent, ahol a játékos megmutathatja barátainak az addig elért eredményeit.

## Fejlesztés

### Koncepció
A Plants vs. Zombies tervezője George Fan megpróbálta aranyosra formálni a játékot, de ügyelt rá, hogy ne essen át ezzel a ló túlsó oldalára. Több stratégiai lehetőséget is teremtett, hogy a komolyabb játékosok is megtalálják a számításaikat, de szem előtt tartotta azt is, hogy az alkalmi játékosoknak ne kelljen hosszabb oktatópályákat megcsinálniuk és hamar ráérezzenek a játékra. Saját bevallása szerint azt akarta elérni, hogy a játék defenzívebb irányvonalat kövessen eltérően a korábbi, Insaniquarium című munkájától, illetve néhány Warcraft III mod is inspirálta, hogy a Plants vs. Zombies tower defense játék legyen. Miközben a Warcraft III modokat figyelte, arra gondolt, a növények is jól megállnák a helyüket egy hasonló programban. Valami újítást szeretett volna a műfajba hozni, mivel szerinte az átlagos tower defense játékok néha zűrzavarossá, kaotikussá válnak és ezt akarta elkerülni azzal, hogy felosztja 5, illetve 6 sávra a játékteret. (Ezt pedig a Tapper című, eredetileg 1983-as játéktermi játék ihlette, amiben a játékos feladata sör felszolgálása, majd az üres korsók és a borravaló begyűjtése volt.)
Emellett megjelentek gyűjtögetős kártyajátékok elemei is, ugyanis amikor Fan a barátnőjét, Laura Shigiharát a Magic: The Gathering nevű játékra és a paklijának összeállítására tanította, akkor jutott eszébe, hogy ezt a játékban is meg lehetne valósítani, ahelyett, hogy a gép sorsolná ki a következő lehetséges növényt. (Bár ez egyes játékmódoknál megmaradt.) A fejlesztés során több PopCap alkalmazott is elmondta a véleményét és visszajelzést adott a játékról a cég belső fórumán keresztül.
A Plants vs. Zombies eredetileg az Insaniquariumra hasonlított volna, növények nevelgetésével, öntözésével, azonban a fejlesztők szerint ez hamar unalomba fulladt volna. Kezdetben Weedlings volt a címe, de a teljes koncepciót a kukába vágták, mert tudták, hogy túl sok növénynevelgető játék van már a piacon. (A sziklakert képében azért egy kis része bekerült a végleges változatba.) A napraforgók költségét is 100-ról 50-re csökkentették, mivel aki még nem játszott ezelőtt stratégiai játékkal, elköltötte volna az összes napfényt támadónövényekre és ezzel el is bukta volna a pályát; ez viszont azzal járt, hogy a korábban kiegyensúlyozott játékmenetet is újra kellett gondolniuk. Fan egy fiatalkori filmélménye, a Robinson család című 1960-as film is inspirációként szolgált számára, ott a kalózok ellen ugyanis csapdákat vetettek be, hogy megvédjék a szigetet; így került be a játékba a potato mine (taposóakna-krumpli), amire ha rálépnek, felrobban és krumplipürével lepi el az ellenfelet.

### Dizájn

A pályát ellepő köd csökkenti a látótávolságot, lámpások telepítésével azonban elkerülhető ez a probléma.

Kezdetben a fejlesztők az Insaniquariumban megismert űrlényeket kívánták visszahozni, később inkább zombikra cserélték őket, mivel a lassabb és kiszámíthatóbb mozgásuk miatt a játékosok könnyebben tudnak reagálni. A csapatban kiemelt figyelmet fordítottak arra, hogy az egyes pályákon feltűnő újabb zombitípusok ne csak egyszerűen erősebbek legyenek a korábbiaknál, hanem olyan speciális tulajdonságokkal rendelkezzenek, hogy a játékos kénytelen legyen újfajta, kreatív taktikákat bevetni ellenük. Az egyik zombi, ami végül nem került be a játékba, a saját zombikutyáját sétáltatta, ami alacsonyabb volt, így a lövedékek nem találták volna el, azonban amikor gazdáját legyőzik, mérgében megrohamozta volna az első útjába kerülő növényt. Fan szerint ez a típus nem növelte a játékélményt úgy, ahogy várták, ezért kivágták, mert attól tartott, hogy kevésbé válna tőle átláthatóvá a játékmechanizmus az új játékosok számára.
A fejlesztés első évében a kampány módra fókuszáltak, Tod Semple programozó viszont a tervezettnél korábban végzett a feladatával és ezután keresett valamit, amin még dolgozhat. Elkezdte megvalósítani a minijátékokról született ötletét (Például a Vasebreaker és az I, Zombie. Előbbiben a pályának a nagy részén vázák találhatóak, a cél pedig, hogy a játékos az összeset széttörje, azonban van, amelyikben növény és van, amelyikben zombi található. Utóbbi játékmódban pedig a játékos a „zombimester” szerepét veszi át és célja, hogy az általa teremtett zombik az összes sávban lévő agyat elfogyasszák.), amik részben a hadjárat egyes pályáin alapultak és miközben tesztelte, rájött, hogy milyen addiktívak is tudnak lenni ezek a kis játékok is. Fan is dicsérte ezt az elképzelést, mivel ugyanazon játékelemekkel, amik korábban megtalálhatóak voltak a játékban, teljesen más élményt tudtak elérni. Kicsit aggódott, hogy a minijátékok és a puzzle részek elvonják a játékos figyelmét az eredeti hadjárat módról, ezért azok csak akkor váltak volna elérhetővé, miután végigvitték a játékot. A bétateszt során azonban azt a visszajelzést kapták, hogy korábban fel kellene ezeket oldani, így hát változtattak és nagyjából a hadjárat felétől, fokozatosan váltak elérhetővé. Mivel a játékosok jelentős része szerint a játék 90%-át a hadjárat mód teszi ki, míg a többi csak bónusz tartalom, ő ennek ellenére is remélte, hogy értékelni fogják ezeket a kis extrákat, mivel további szórakozást tudnak nyújtani azok számára, akik korábban teljesítették a játékot. További lehetőség a túlélő mód, aminek van egy végtelenített (endless) változata. Kezdetben a játékosok túl könnyen elértek a 100. szintig is benne, ezért Fan úgy döntött, a 25-30. szint környékén feltűnnek a Giga-gargantuarnak nevezett szörnyek, amik jelentősen megnehezítik a játékos dolgát. (Csak a játék főgonosza erősebb ennél a zombitípusnál.)
Fan azt állítja, minden eddig játéknál, amelyiken csak dolgozott, ő kezdte el megtervezni a prototípusokat és sokat rajzolt, tervezett, mielőtt ténylegesen a játék fejlesztésével foglalkozna. Amikor a játékhoz kerestek grafikusokat, akkor találtak rá Rich Wernerre, akinek a stílusa szerinte teljesen passzolt a játékhoz. Ezután Tod Semple azt javasolta az animációkkal kapcsolatban, hogy először Flashben készítsék el és utána helyezzék el a játékban. Fan egy kicsit tartott ettől, hogy az egész olyan lesz majd, mintha papírból lennének kivágva és ez alapján sokan a South Parkra asszociálnának, de végül Semple és Werner tehetségének köszönhetően végül is meg volt elégedve az eredménnyel.
Fan kedvence növényei a Tall-nut (Ez a mogyoró erősített változata, amiket nem tudnak átugorni a zombik.), a Torchwood (Lángoló fa, amin az áthaladó borsók lángra lobbannak és kétszeres sebzésre tesznek szert.), a Cob Cannon (Kukoricacső ágyú, amit egy fejlesztéssel lehet létrehozni két kukorica-katapultból és ezzel egy lassan újratermelődő, de pusztító kukorica-rakéta lőhető ki.), illetve a Squash (Tök, ami összelapítja az eléje kerülő ellenfeleket), mivel neve szerinte a képességét is jól összefoglalja. (Angolul a squash jelentése lapítani, összenyomni.) A Tall-nut kezdetben eltökélt, de ahogy a zombik folyamatosan falnak belőle, úgy lassanként megváltozik, és egyre elkeseredettebben tartja fel a zombik seregeit; Laura nem szerette látni, ahogy szenved, ezért mindig igyekezett ezt elkerülni azzal, hogy egy pumpkint rakott rá. (A sütőtököt bármilyen növényre helyezve megvédi azt a zombik harapásaitól.) A Torchwoodot azért kedvelte, mert a játékosokat a növények minél kreatívabb kombinálására készteti. A Cob Cannon több áttervezésen is keresztülment, de Fan végül elégedett lett az eredménnyel. Eredetileg tervezett egy védekező növényt, ami az Umbrella Leafhez (Elültetve ezt a növényt megvédi a közelében lévőket a levegőből támadó zombiktól.) hasonló feladatot látott volna el, csak ezt az egyes növények felé lehetne helyezni (hasonlóan a sütőtökhöz), végül ezt az ötletet elvetette.

### Zene
A Plants vs. Zombies zenéjét Fan barátnője Laura Shigihara szerezte, amivel a pop és a chiptune zene egy sajátos keverékét hozta létre. Fan a következő játékához is felkérte, Laura pedig elfogadta az ajánlatot, mivel kedvelte a kreativítását. Laura saját zenéjét egyszerre nevezte bolondosnak és hátborzongatónak is. Az éjszakai pályánál például a "Big band" és a swing ritmusokat számos kísérteties és komoly hangvételű dallammal keresztezte. A "Loonboon" és a "Brainiac Maniac" című számok pedig már csak a fejlesztés vége felé íródtak. Többször is végigjátszotta a játékot és csak azután kezdte el az egész zenei anyagot összeállítani. Azt szerette volna, hogy a játékos sajátos, Danny Elfman stílusához hasonló zenéket hallhasson, amiben a melodikus és a funky hatások egyaránt jelen vannak.
Shigihara alkotta a "Zombies on Your Lawn" című szerzeményt is, ami a játék végén csendül fel és az ő éneke hallható benne.

## Játékbeli utalások

A ház tetejére először virágcserepeket kell elhelyezni, hogy a növényeket el lehessen ültetni.

A Plants vs. Zombies számos külső utalással rendelkezik, például a "Zombiquarium" és a "Beghouled" minijátékok a PopCap Games korábbi, Insaniquarium és Bejeweled című játékaira építenek. A "Vasebreaker" két pályájának nevét ("Scary Potter" és "Ace of Vase") a Harry Potter sorozat és az Ace of Base együttes ihlette, míg az "I, Zombie" játékmódban a "Dead Zeppelin" félreérthetetlen utalás a Led Zeppelinre.
A játék egyik tervezett címe a Lawn of the Dead volt, ami kis kitekintés lett volna a George A. Romero Holtak hajnala című zombis filmjére, a jogi problémákat elkerülendően viszont a Plants vs. Zombies nevet választották.
Az eredeti táncoló zombi (Dancing Zombie) a "Thriller" című videóklipben látható Michael Jacksonra hasonlít. Jackson halála után 1 évvel a család kérésére lecserélték a karaktert. Ironikus módon a játékban található zombi leírása a következő: „Bármilyen hasonlóság a táncoló zombi és valamely élő vagy halott személy között csupán a véletlen műve.”
Néhány Plants vs. Zombies reklám az Evony című böngészős játék hirdetéseit figurázza ki, ami egy szép nő helyett egy nyáladzó zombit mutat be. (Az Evony reklámjaiban ugyanis lengén öltözött hölgyek tűntek fel, a végleges változatban azonban még csak hasonló sem szerepelt.)
A "Loonboon" című dalt Laura Shigihara macskája, Metroid inspirált: A pálya, amelyikhez a zenét írta, kissé idegesítő volt számára, úgyhogy elkezdte nézni, ahogy Metroid a házban szaladgál, ugrálgat és a játék egerével játszik. A "Brainiac Maniac" számot régebbi Capcom játékok, főleg a Mega Man sorozat inspirálta, melynek zenéit dallamosnak és összetettnek nevezte. Ő szeretett volna egy zenés videót készíteni a játékhoz, ami egyben a főcímdal is lett volna, illetve direkt a napraforgót választotta, hogy a zombiknak énekeljen. Később ebből egy vicces kis flash videó született Rich Werner és Tod Semple segítségével, a PopCap marketingeseinek pedig tetszett az ötlet és a játék reklámozásához is felhasználták. Bár nem voltak tervek, hogy a zenei anyag külön is megjelenjen, Shigihara viszont szerette volna kiadni, így 2010 novemberben elérhetővé vált a Bandcamp oldalán. Az album borítóját George Fan tervezte.
A Valve által készített Left 4 Dead 2 egyik hadjáratban, a "The Passingban" a játékos Crazy Dave falfirkájával is találkozhat. A World of Warcraft: Cataclysm 5 részből álló küldetéssorozata, a "Lawn of the Dead" pedig a Plants vs. Zombies jól ismert játékmenetét helyezi át WoW-os környezetbe. A Blizzard természetesen a PopCap engedélyét kérte, Laura Shigihara pedig vállalta, hogy a warcraftos változathoz készít néhány új zenét.
Az egyik zombitípus, a Zamboni márkájú jégtisztító kocsin közeledő Zomboni egy kanadai sztereotípián alapul.

## Fogadtatás
| Összegzőoldal | Értékelés |
| ------------- | --------- |
| GameRankings  | 88%       |
| Metacritic    | 87/100    |

| Szerző        | Értékelés |
| ------------- | --------- |
| 1Up.com       | A-        |
| Edge          | 9/10      |
| Eurogamer     | 9/10      |
| GamePro       | 4,5/5     |
| GameSpot      | 8,5/10    |
| GameSpy       | 4,5/5     |
| GameStar (HU) | 97/100    |
| IGN           | 9/10      |

A Plants vs. Zombies számos pozitív kritikát kapott, 87-es Metacritic és 88,32%-os GameRankings átlaggal büszkélkedhet. Az IGN értékelése szerint a játék a műfaj többi tagjánál bővebb tartalommal bír és rendkívül addiktív természetű. A Nintendo DS változat az alacsony részletességű grafika és a magas ár miatt kapott gyengébb értékeléseket.
Chris Watters (GameSpot) a játék designját dicsérte, de szerinte ez nem tudja teljes ellensúlyozni a kellő kihívás hiányát. Az Edge tesztjében kiemelte, hogy a PopCap Games jól odafigyelt az apróbb részletekre is és a tower defense műfajt a saját ízlésre formálta. A magyar GameStar kiemelte a hangulatos játékmenetet és a sok játékmódot, amik a változatossá teszik a Plants vs. Zombiest. A PC Guru a 2009-es év legnagyobb meglepetésének nevezte a játékot.

### Díjak
A Plants vs. Zombies az AIAS „Év alkalmi játéka” kategóriájában, illetve a designja miatt kapott tőlük nevezést. További nevezéseket gyűjthetett be a „Legjobb játékdesign”, az „Innováció” és „Legjobb letölthető játék” kategóriáiban a Game Developers Choice Awards alkalmával. A Gamezebo 2009 legjobbjai közé választotta.

### Eladások
A Plants vs. Zombies a PopCap Games leggyorsabban fogyó játékává vált. A játék vezető tervezője, George Fan szerint ennek körülbelül a felét a hardcore játékosok tették ki.
A PopCap elmondása szerint a Plants vs. Zombies iOS változata az App Storeban való megjelenését követő 9 napon belül 300.000 példányban kelt el és több mint egy millió dolláros bevételt termelt a cégnek, ezért az eredményért pedig sokan a legjobban nyitó iPhone applikációnak tartják.

### Egyéb megjelenése
A 2011 American International Toy Fair alkalmával bemutatták a Plants vs. Zombies társasjátékot, produceri feladatokat a Screenlife látja el. 2011 vége felé tervezik kiadni és maximum 4 fő szórakozhat a játékkal.
A Plants vs. Zombies kicsit módosított verziója a World of Warcraftba is bekerült a 4.0.3-as javítással. A minijátékot megcsinálva egy megidézhető társat (napraforgó) kaphat a játékos.
A Modern Family második évadának ötödik részében is megemlítik, illetve a True Blood negyedik évadának hetedik részében Bill Compton egyik biztonsági őre a játék iPad változatával játszik.
A The Hip Hop Quartet című kínai szituációs komédia egyik részében a szereplők egy kísértetjárta házhoz mennek és több, a játékból ismert szereplők is feltűnik.